# Saint-Martin
Saint-Martin, tên chính thức là Cộng đồng Saint-Martin (tiếng Pháp: Collectivité de Saint-Martin), là một cộng đồng hải ngoại của Pháp nằm ở Caribe. Nó trở nên một cộng đồng vào ngày 22 tháng 2 năm 2007, bao gồm phần phía bắc của đảo Saint Martin và những tiểu đảo lân cận, lớn nhất trong số đó là Tintamarre. Phần phía nam của đảo, Sint Maarten, là một quốc gia cấu thành của Vương quốc Hà Lan.

## Chính trị và chính phủ
Saint Martin trong nhiều năm đã là một xã, một phần của Guadeloupe, tỉnh hải ngoại của Pháp và do đó nằm trong Liên minh châu Âu. Vào năm 2003 dân số của phần thuộc Pháp bỏ phiếu tách ra khỏi Guadeloupe để hình thành nên một cộng đồng hải ngoại (COM) của Pháp. Vào ngày 9 tháng 2 năm 2007, Quốc hội Pháp đã thông qua một dự luật cho phép tình trạng COM cho cả phần Saint-Martin của Pháp và Saint-Barthélemy láng giềng. Địa vị mới có tác dụng khi bộ luật được ban hành trong Tờ báo chính thức vào ngày 22 tháng 2 năm 2007.
Saint-Martin vẫn là một phần của Liên minh châu Âu. Tiền tệ chính thức ở Saint-Martin là euro (mặc dù dollar Mỹ cũng được sử dụng rộng rãi).
Những lợi điểm của cấu trúc cai trị như một cộng đồng hải ngoại có hiệu lực vào ngày 15 tháng 7 năm 2007 với phiên đầu tiên của Hội đồng Lãnh thổ (tiếng Pháp: Conseil territorial) và cuộc bầu cử Louis-Constant Fleming là chủ tịch của Hội đồng Lãnh thổ.
Trước năm 2007, Saint-Martin được ghi mã là GP (Guadeloupe) trong ISO 3166-1. Vào tháng 10 năm 2007, nó nhận được mã ISO 3166-1 MF (mã alpha-2), MAF (mã alpha-3), và 663 (mã số hiệu).

## Bản đồ

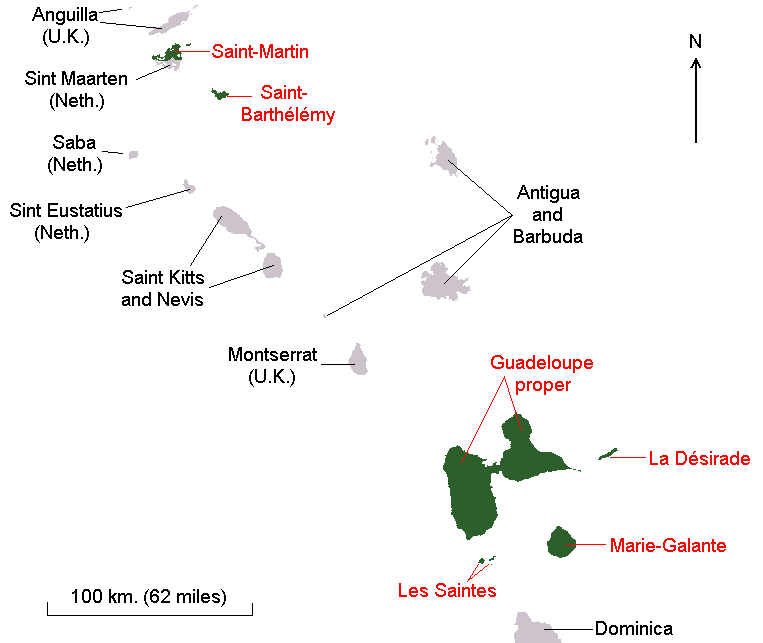
Bản đồ cho thấy phần hợp thành cũ của tỉnh Guadeloupe trong Quần đảo Leeward, bao gồm Saint-Martin, trước tháng 2 năm 2007

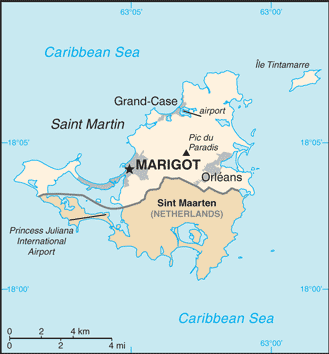
Bản đồ cho thấy Saint-Martin thuộc Pháp (bắc) và Sint Maarten thuộc Hà Lan (nam).

## Xem thêm

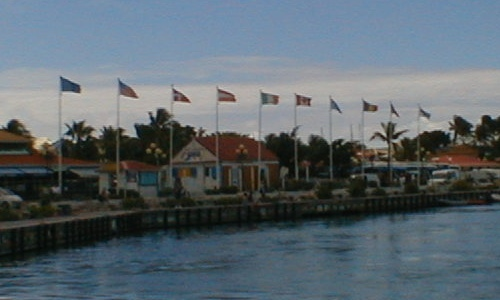
Cờ đang bay trên cảng Marigot, Saint-Martin.

## Dân cư
Phần thuộc Pháp của đảo có diện tích là 53,20 km² (20,5 dặm vuông). Tại cuộc điều tra bổ sung của Pháp vào tháng 10 năm 2004, dân số của phần thuộc Pháp của đảo là 33.102 (đã tăng nhiều từ chỉ 8.072 cư dân vào cuộc điều tra năm 1982), có nghĩa là mật độ dân số là 622 người trên một km² vào năm 2004.
| 1885                                     | 1961  | 1967  | 1974  | 1982  | 1990   | 1999   | 2004   |
| ---------------------------------------- | ----- | ----- | ----- | ----- | ------ | ------ | ------ |
| 3.400                                    | 4.502 | 5.061 | 6.191 | 8.072 | 28.518 | 29.078 | 33.102 |
| Số liệu chính thức từ điều tra của Pháp. |       |       |       |       |        |        |        |